# Aracati
Aracati, [aˌɾakaˈt͡ʃi], amtlich portugiesisch Município de Aracati, ist eine Stadt im Bundesstaat Ceará in Nordostbrasilien. Sie hat zum 1. Juli 2020 geschätzt 74.975 Einwohner (Aracatienser) und liegt etwa 150 km südöstlich von Fortaleza, der Hauptstadt des Bundesstaates, am Ufer des Flusses Rio Jaguaribe und am Südatlantik. Der historische Kern der alten Kolonialstadt wurde 2000 vom Instituto do Patrimônio Histórico e Artístico Nacional (IPHAN) in das nationale Erbe aufgenommen.

## Geographie
Die Küstenvegetation ist vorherrschendes Caatinga. Mangroven wachsen entlang des Jaguaribe-Flusses.
Umliegende Ort sind im Norden Fortim; östlich Icapuí, im Süden grenzt es an den Bundesstaat Rio Grande do Norte (Tibau, Mossoró, Baraúna), Jaguaruana und Itaiçaba, im Westen an Palhano und Beberibe.

### Klima
Die Stadt hat tropisches Klima As/Aw nach der Klimaklassifikation nach Köppen und Geiger mit im Sommer höheren Niederschlägen als im Winter. Die Durchschnittstemperatur ist 27,1 °C. Die durchschnittliche Niederschlagsmenge liegt bei 1024 mm im Jahr.

## Geschichte

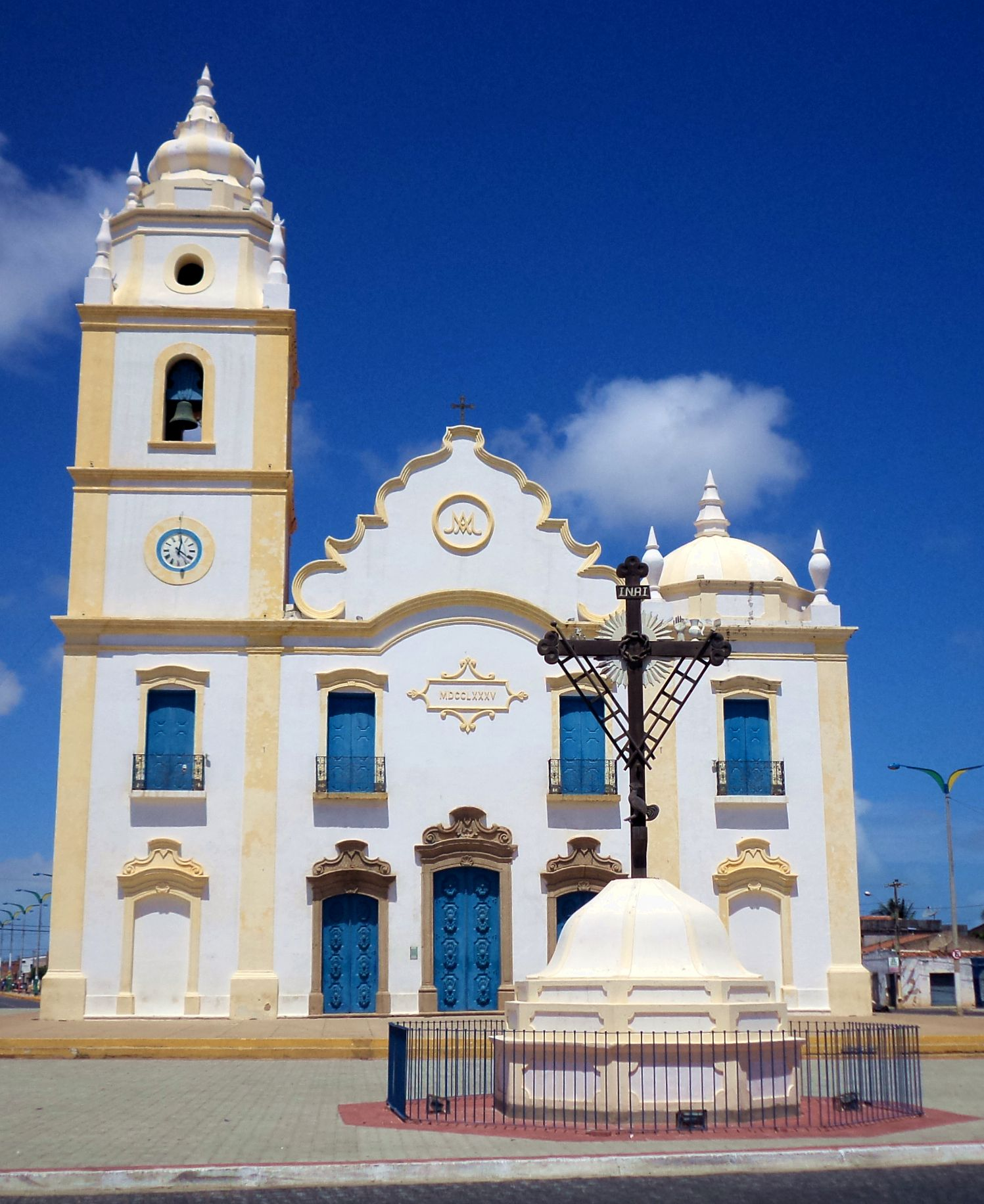
Igreja Matriz de Nossa Senhora do Rosário

Mit königlicher Resolution vom 11. April 1747 wurde der Ort zur Kategorie einer Gemeinde und eines Distrikts mit der Bezeichnung Santa Cruz de Aracati erhoben, deren Hauptsitz Porto dos Bracos war. Die wirkliche Installation als Gemeinwesen erfolgte erst am 10. Februar 1748, nachdem der erste Stadtrat ausgewählt wurde. Im 18. Jahrhundert hatte die Gemeinde etwa 2000 Einwohner (1779).
1761 wurde mit dem Bau der Mutterkirche Igreja Matriz de Nossa Senhora do Rosário begonnen, die erst im 19. Jahrhundert fertiggestellt wurde.
1829 wurde vorgeschlagen, den Sitz des Generalrats der Provinz Ceará nach der Vila de Aracati zu verlegen, was aber nicht zustande kam.

## Stadtpolitik
Die Exekutive wird seit der Kommunalwahl in Brasilien 2016 von Bismarck Costa Lima Pinheiro Maia des Partido Trabalhista Brasileiro (PTB) für die Amtszeit 2017 bis 2020 ausgeübt. Die Legislative liegt bei einem Stadtrat (câmara municipal) aus 16 gewählten Vertretern (vereadores).
Der Munizip ist seit 1995 in sieben Distrikte aufgeteilt: Aracati, Barreiras dos Vianas, Cabreiro, Córrego dos Fernandes, Jirau, Mata Fresca und Santa Teresa.

## Wirtschaft
Da Aracati kaum über nennenswerte Industrie verfügt, herrscht hohe Arbeitslosigkeit; dementsprechend kommt es zu andauernder Abwanderung speziell der jüngeren und gebildeteren Bevölkerung in die wirtschaftlichen Metropolen Brasiliens. Aracati funktioniert jedoch als regionales Handelszentrum für die nähere Umgebung.
Der Tourismus spielt eine zunehmend wichtige Rolle, speziell die zum Stadtgebiet gehörenden Badeorte wie Canoa Quebrada und Majorlandia sind prosperierende Ferienorte mit einer guten Infrastruktur. Die kilometerlangen Strände Canoa Quebradas, mit ihren markanten roten Sandsteinfelsen sind ein bekanntes Reiseziel.

## Lebensstandard
Der Index der menschlichen Entwicklung für Städte, abgekürzt HDI (portugiesisch: IDH-M), lag 1991 bei dem sehr niedrigen Wert von 0,371, im Jahr 2000 bei dem als mittelhoch eingestuften Wert von 0,523, im Jahr 2010 bei dem mittelhohen Wert von 0,655. Das monatliche Durchschnittseinkommen hatte 2017 den Faktor 1.7 des Mindesteinkommens von R$ 880, umgerechnet für den Wert 2019 rund 332 Euro monatlich.
Das Bruttosozialprodukt pro Kopf betrug 2016 16.595 R$.

## Sehenswürdigkeiten
In einigen Straßen des Zentrums findet man noch beeindruckende Kolonialbauten, die sich jedoch in meist desolatem Zustand befinden. Mehrere sakrale Bauten prägen die Stadt. Sehenswert sind die alten Markthallen im Zentrum. Der morbide Zustand liefert ein authentisches Bild des Marktlebens im brasilianischen Sertão.
Badestrände befinden sich in etwa 15 km Entfernung im kleinen ehemaligen Fischerdörfchen Canoa Quebrada. Das Dorf bietet eine größere Auswahl an kleineren Hotels (Pousadas), sowie Restaurants und kleinere Einkaufsmöglichkeiten. Das dörfliche Nachtleben ist über die Grenzen Aracatis hinaus bekannt. Die Strände Canoa Quabradas erfreuen sich speziell an den Wochenenden großer Beliebtheit bei den Einwohnern der Metropole Fortaleza, welche rund 150 km nordwestlich liegt.
An den kilometerlangen Sandstränden Canoa Quebradas finden sich an zentraler Stelle einige Strandkneipen und Restaurants.

## Kultur
Aracati ist bekannt für seinen ausschweifenden, exzessiven Straßenkarneval mit dem „Mela-Mela“, bei dem sich die Karnevals-Jecken gegenseitig mit Mehl und Wasser bespritzen.

## Verkehrsanbindung
Es bestehen Busverbindungen nach Fortaleza und Mossoró (RN) vom örtlichen Busbahnhof. Die Fahrzeit nach Fortaleza beträgt circa 2:30 Stunden.
Seit dem 4. August 2012 verfügt der Ort über den Flughafen Aracati, besser bekannt als Aeroporto de Aracati, der offizielle Name ist Aeroporto Regional de Canoa Quebrada Dragão do Mar, erreichbar über die Landesstraße CE-123.

## Trivia
Nach der Stadt Aracati wurde die erste deutsche Siebträgerkaffeemaschine in den 1950er Jahren benannt und bis heute tragen Nachfolgegeräte diesen Namen.